# Ligne RL2 des FGC
La ligne RL2 est une ligne du réseau des Ferrocarrils de la Generalitat de Catalunya (FGC). Elle relie les gares de Lérida Pyrénées et de La Pobla de Segur en passant par la ligne de Lérida Pyrénées à La Pobla de Segur.
La ligne a été mise en service le 13 janvier 2018 après des années de demandes du territoire pour créer une ligne de banlieue sur cette ligne ferroviaire. 

## Liste des gares
| Gare                    | Municipalité            | Correspondances | Services |
| ----------------------- | ----------------------- | --------------- | -------- |
| La Pobla de Segur       | La Pobla de Segur       |                 |          |
| Salàs de Pallars        | Salàs de Pallars        |                 |          |
| Tremp                   | Tremp                   |                 |          |
| Palau de Noguera        | Palau de Noguera        |                 |          |
| Guàrdia de Tremp        | Guàrdia de Noguera      |                 |          |
| Cellers-Llimiana        | Llimiana                |                 |          |
| Àger                    | Àger                    |                 |          |
| Vilanova de la Sal      | Vilanova de la Sal      |                 |          |
| Santa Linya             | Santa Linya             |                 |          |
| Sant Llorenç de Montgai | Sant Llorenç de Montgai |                 |          |
| Gerb                    | Gerb                    |                 |          |
| Balaguer                | Balaguer                |                 |          |
| Vallfogona de Balaguer  | Vallfogona de Balaguer  |                 |          |
| Térmens                 | Térmens                 |                 |          |
| Vilanova de la Barca    | Vilanova de la Barca    |                 |          |
| Alcoletge               | Alcoletge               |                 |          |
| Lérida Pyrénées         | Lérida                  |                 |          |